# Фабьян, Весна
Ве́сна Фа́бьян (словен. Vesna Fabjan; род. 13 марта 1985) — словенская лыжная гонщица, бронзовый призёр Олимпийских игр 2014 года в спринте.
Участница Олимпийских игр 2006 и 2010 годов.
Победы в гонках Кубка мира
| Сезон   | Дата           | Дисциплина              | Локация         |
| ------- | -------------- | ----------------------- | --------------- |
| 2009/10 | 22 января 2010 | спринт свободным стилем | Рыбинск, Россия |
| 2010/11 | 5 февраля 2011 | спринт свободным стилем | Рыбинск, Россия |